# 黃意雅
黃意雅（英語：Cynthia Wong，1993年6月7日—），香港創作女歌手，於2017年出道。

## 簡介
黃意雅畢業於可藝中學，後修讀香港知專設計學院數碼音樂及媒體學系、考文垂大學音樂科藝（榮譽）理學士課程。她是夢想沙龍娛樂文化有限公司於2017年重點推介的全創作女新人，即一手包辦歌曲創作、音樂製作以及概念設計。黃意雅自中學時代已經學習不同的樂器，例如結他，古箏，鼓及鋼琴。其首支派台作品 「失散」 於2017年4月6日正式推出。首張大碟 「Before 23」亦在2017年11月18日推岀。

## 入行經過
黃意雅以往經常參與樣本唱片的錄音及和音，包括吳若希的〈休止符〉的和音部分。另外，她亦以結他或鋼琴自彈自唱，在各大專院校的歌唱比賽中擔任表演嘉賓及評判。亦曾獲邀出席各大小表演活動和各媒體電台訪問，以及參與不同社福機構和德育公民教育組合作創作大碟及歌曲，負責作曲、作詞、編曲以及後期混音製作等工作。直至2017年正式簽約成為歌手，經理人是藝人范振鋒。

## 音樂作品

### 個人專輯
| 專輯 | 專輯名稱  | 專輯類型 | 發行公司                 | 發行日期       | 曲目 |
| 1st  | Before 23 | 大碟     | 夢想沙龍娛樂文化有限公司 | 2017年11月18日 | 曲目 CD 1. Intro 2. 減肥計劃 3. 飛翔 4. You're My Everything 5. 偶爾 6. 失散 7. 漸漸 8. 沙丘城堡 9. 旅途 10. 一個人的浪漫 11. Outro |

### 單曲
- 2021年：春之祭、好想放假
- 2023年：也許心痛是一種需要

## 演出作品

### 電台節目
- 2017年4月14日：新城知訊台《是啤Show》
- 2017年4月27日：商業電台叱咤903《叱吒樂壇》
- 2017年4月28日：新城知訊台《新鮮人.物》
- 2017年5月5日：新城知訊台《勁爆樂勢力》
- 2017年5月6日：商業電台雷霆881《周末一圈圈》
- 2017年7月11日：香港電台第一台《開心日報》
- 2017年7月14日：香港電台第二台《Made in Hong Kong》
- 2017年9月7日：商業電台叱咤903《毒檸王國》

### 電視節目
- 2017年4月16日：翡翠台《樂勢力》
- 2017年5月20日：J2《勁歌金曲》
- 2017年8月12日：J2《Music Café》
- 2017年8月19日：翡翠台《樂勢力》
- 2017年8月29日：翡翠台《無間音樂》
- 2017年9月2日：翡翠台《勁歌金曲》
- 2018年2月25日：翡翠台《樂勢力》
- 2018年3月24日：J2《Music Café》

## 派台歌曲成績
| 派台歌曲成績 | 派台歌曲成績         | 派台歌曲成績 | 派台歌曲成績 | 派台歌曲成績 | 派台歌曲成績 | 派台歌曲成績                   |
| ------------ | -------------------- | ------------ | ------------ | ------------ | ------------ | ------------------------------ |
| 唱片         | 歌曲                 | 903          | RTHK         | 997          | TVB          | 備註                           |
| 2017年       |                      |              |              |              |              |                                |
| Before 23    | 失散                 | -            | -            | 19           | -            |                                |
| Before 23    | You're My Everything | -            | -            | 4            | -            |                                |
| Before 23    | 一個人的浪漫         | -            | -            | -            | -            | 加拿大至 HIT 中文歌曲排行榜：4 |
| 2021年       |                      |              |              |              |              |                                |
|              | 好想放假             | -            | -            | -            | -            |                                |

| 903 | RTHK | 997 | TVB | 備註              |
| 0   | 0    | 0   | 0   | 四台冠軍歌總數：0 |

- （*）表示歌曲仍在榜上
- （-）未能上榜

## 獎項
- AEG Music Channel 年度十大最受歡迎演唱會頒獎禮2017 - 鑽石新人獎
- 新城勁爆頒獎禮2017 - 勁爆獨立音樂人／樂隊

## 外部連結
- 黃意雅的Facebook專頁
- 黃意雅的Instagram帳戶
- YouTube上的黃意雅頻道